# Matadero de Alginet
El matadero de Alginet se encuentra situado en la calle l'Almassera número 46, en el municipio de Alginet en la comarca de La Ribera Alta (Valencia), España.

## Descripción
Es una obra del arquitecto Carlos Carbonell Pañella de estilo modernista valenciano realizada en 1905. El ayuntamiento de Alginet concede oficialmente una prórroga de dos meses al constructor el 5 de junio de 1905.
Consta de distintas alturas encajadas entre ellas. Posee una decoración austera y funcional, propia del uso para el que fue edificada. En su construcción destaca la utilización del ladrillo cerámico y la piedra. El remate del edificio está presidido por un escudo del municipio que nos recuerda la propiedad pública. En su interior había una cenefa cerámica con ornamentación floral, títicamente modernista.
Actualmente su uso continúa siendo público, incluyendo el antiguo lavadero y una construcción que alberga un centro de la asociación de jubilados.